# Rheocricotopus calviculus
Rheocricotopus calviculus är en tvåvingeart som beskrevs av Wang och Ole Anton Saether 2001. Rheocricotopus calviculus ingår i släktet Rheocricotopus och familjen fjädermyggor. Inga underarter finns listade i Catalogue of Life.